# Lac Mikisiw Amirikanan
Lac Mikisiw Amirikanan är en sjö i Kanada.   Den ligger i regionen Mauricie och provinsen Québec, i den sydöstra delen av landet, 400 km norr om huvudstaden Ottawa. Lac Mikisiw Amirikanan ligger 400 meter över havet.
Trakten runt Lac Mikisiw Amirikanan är nära nog obefolkad, med mindre än två invånare per kvadratkilometer.